# Prosopium coulterii
Prosopium coulterii is een straalvinnige vissensoort uit de familie van zalmen (Salmonidae). De wetenschappelijke naam van de soort is voor het eerst geldig gepubliceerd in 1892 door Eigenmann & Eigenmann.